# 唐紹儀
唐 紹儀（とう しょうぎ、1860年〈咸豊10年〉 - 1938年〈民国27年〉9月30日）は、中華民国の政治家・実業家。清末民初において、革命派を支持した政治家として知られる。字は少川。娘婿に岑徳広がいる。中華民国初代国務総理。

## 事績

### 清末の活動
上海の茶商人の家庭に生まれる。1874年（同治12年）、アメリカ留学児童として派遣され、コロンビア大学文科で学んだ。1881年（光緒7年）に帰国し、天津水師附設洋務学堂で学ぶ。
1885年（光緒11年）、天津税務衙門で任用された。後に、袁世凱に随従して朝鮮に赴任し、やはり税務を担当している。このとき、袁から高く評価され、1894年（光緒20年）に袁が内地に召還された際には、唐が袁の事務を代理した。
1895年（光緒21年）に唐紹儀は帰国した。まもなく袁世凱の天津で練兵を開始すると、唐は徐世昌とともにその事務を担当している。李鴻章の死後に袁が直隷総督兼北洋大臣に任命されると、唐は袁の推薦により津海関道に任ぜられた。
1904年（光緒30年）、イギリスがチベットに介入を開始したため、唐はチベットとの交渉に関する全権大臣に任命されている。交渉は2年にも及び、最終的にイギリスで条約が調印された。1907年（光緒33年）、奉天巡撫に任命されている。翌年には、北京議定書をめぐる交渉のために、アメリカへ派遣された。1910年（宣統2年）、郵電部尚書に任命されている。

### 孫文への接近

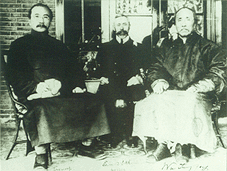
南北和平交渉（左が唐紹儀、右が伍廷芳。中央は仲介役のイギリス商人E.S.リトル）

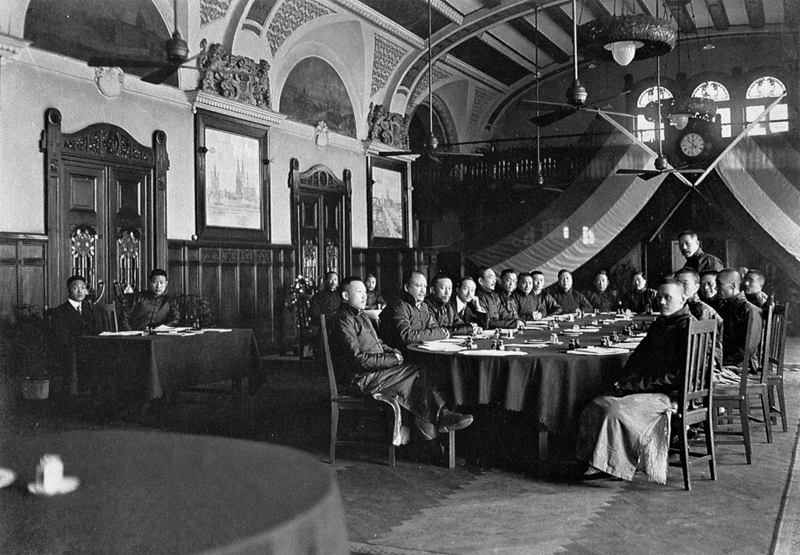
南北和平交渉（1919年・左側手前から5人目が唐）

1911年（宣統3年）、辛亥革命の際の「南北和議」では、唐紹儀は清朝側の代表をつとめた。唐は、南方代表の伍廷芳との間で積極的に交渉を進め、各省で停戦協定を次々と成立させている。しかし、この交渉の過程で、唐は共和制への転換の必要性を悟るようになる。そのため袁世凱の不興を買い、1912年（民国元年）1月2日には、唐は代表辞任を余儀なくされてしまった。
同年3月、唐紹儀は初代中華民国国務総理に任命された。さらに孫文とも親交を結び、唐自ら中国同盟会に加入している。しかし臨時大総統・袁世凱は唐に不満を抱き、その組閣に激しい干渉を繰り広げる。ついに6月、耐えかねた唐は、辞任に追い込まれてしまった。
その後の唐紹儀はいったん下野し、上海で金星人寿保険有限公司を設立して、その理事長となった。1915年（民国4年）、袁世凱が皇帝即位を目論むと、唐はこれに反対し、実際に即位すると、退位を促す電報を打っている。翌年6月、段祺瑞内閣で外交総長に擁立されたが、唐は就任を拒否した。
1917年、護法運動が開始されると、唐紹儀は、孫文側の中華民国軍政府に参加し、軍政府の財政部長に指名された。翌年5月に、軍政府が大総統制から7総裁制の集団指導制に移行すると、唐も総裁の1人に任ぜられた。1919年（民国8年）、南北和平交渉が開始されると、唐は南方政府側総代表としてこれに臨む。しかし、交渉は情勢の変化等もあって失敗に終わった。
唐紹儀は、軍政府内で新たに専横を開始した主席総裁・岑春煊と、これを擁立する桂系（旧広西派）に反発するようになる。1920年（民国9年）6月、唐は上海の孫文の下に向かい、反岑の活動を開始した。孫文らによる岑の駆逐は、同年10月に成功している。しかし、まもなく唐は孫との間で政治路線をめぐり隔意を抱くようになり、下野して故郷に隠棲してしまった。以後、南北双方の政府から、再出馬を求められたが、唐はいずれも拒否している。

### 西南派としての活動、非業の死

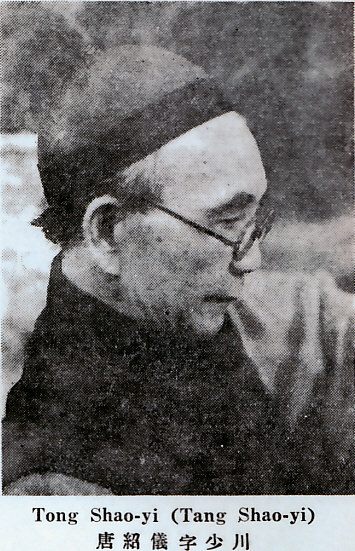
晩年期の唐紹儀
Who's Who in China 4th ed. (1931)

国民政府成立後の1929年（民国17年）、唐紹儀は中山県訓政委員会主席となる。1931年（民国20年）5月、汪兆銘・孫科らの反蔣介石運動に加わり、汪らによる広州国民政府で常務委員に任ぜられた。
翌年1月、西南政務委員会が成立すると、唐は常務委員に任ぜられる。さらに同年3月には中山県長となった。しかし次第に広東の実力者である陳済棠と対立するようになる。1934年（民国23年）10月、陳から武力で脅迫された唐は各職を辞任し、上海に寓居した。
1937年（民国26年）、日中戦争が勃発すると、唐紹儀は後方に移らず、上海にとどまった。また、親交のあった温宗尭から親日政権参加を勧められたが、唐はこれを拒否している。
翌年9月28日に、娘婿の岑徳広が土肥原賢二を伴って唐紹儀を訪問した。このとき、岑と土肥原は唐に親日政府参加を求めたと見られる。しかし9月30日、日本に利用されることを恐れた軍統により、唐は自宅で暗殺された。享年79。

## 注
1. ↑  かつては鄭則民「唐紹儀」のように、唐紹儀は親日政府参加も選択肢に入れて優柔不断な対応をしていた、という見方が通説であった。しかし近年では、各種史料・証言により、唐は親日政府参加にさほど積極的ではなかったとの見解の方が通説となりつつある。このような見方の例として、邵桂花「温宗尭」がある。
2. ↑  南方都市報「外交篇·唐紹儀 十年一覚共和夢，贏得生前身後名」広州図書館ホームページ